# Suckow
Suckow (pol. hist. Żuków) – część gminy (Ortsteil) Ruhner Berge w Niemczech, w kraju związkowym Meklemburgia-Pomorze Przednie, w południowo-wschodniej części powiatu Ludwigslust-Parchim, w Związku Gmin Eldenburg Lübz. Do 31 grudnia 2018 samodzielna gmina.